# Злекская трагедия
Злекская трагедия (латыш. Zlēku traģēdija) — массовое убийство в посёлке Злекас в западной Латвии в период с 5 по 9 декабря 1944 года, жертвами которой стало местное латышское население.

## Ход событий
С 5 по 9 декабря 1944 года военнослужащие фельджандармерии Вентспилса и 2-й роты 19-й гренадерской дивизии Латышского легиона СС убили в посёлке Злекас в западной Латвии 160 мирных жителей, в том числе 22 ребёнка, по обвинению в сотрудничестве с партизанами. Под карательную операцию попали 22 хутора, которые были сожжены. Приказ отдавал группенфюрер Фридрих Еккельн. По версии Германии, официально приказа в архивах не сохранилось.
По одной из версий, 5 декабря 1944 года партизаны латышского отряда «Красная стрела» разгромили немецкий обоз, а поддержку партизанам оказывали местные жители. За это германское командование приняло решение уничтожить в этой местности хутора вместе с гражданским населением: Еккельн очертил круг вокруг точки, где произошло нападение на обоз, и распорядился провести там полную зачистку.
По другой версии — нацистская карательная экспедиция была направлена на поиск дезертиров, проходивших военную службу в Латышском легионе, и на подавление сопротивления  батальона лейтенанта Роберта Рубениса, который сумел спастись от разоружения при разгроме группы генерала Курелиса.
Краевед, исследователь военной истории Александр Ржавин считает, что карательная операция была проведена после нападения бойцов батальона Рубениса на 16-й полицейский батальон, который понёс в этом бою большие потери. В том числе были убиты командир батальона, капитан Хелд (участник боёв с Красной Армией на Волховском фронте, в Белоруссии, Латвии и Литве), оберштурмфюрер Курт Краузе (бывший комендант Саласпилсского концлагеря) и несколько других офицеров, а также унтер—офицеры и солдаты. В общей сложности на поле боя осталось около 80 погибших и большое количество оружия, которое захватили «курелиеши». В отместку Еккельн распорядился зачистить 25—километровую зону вдоль юго—западного берега озера Усмас: мужчин расстрелять, а детей и женщин сжечь вместе со строениями.

## Расследование
В конце 1950—1960-х годов состоялись научно-исследовательские экспедиции, организованные Министерством просвещения Латвийской ССР, Институтом истории ЦК Компартии Латвии и Институтом истории Академии наук Латвийской ССР.
Экспедиция, посвященная исследованию Злекской трагедии, была организована в мае 1961 года Межрайонным методическим объединением учителей Вентспилс — Талси — Тукумс. В ней приняли участие 43 человека под руководством Альфреда Рашкевича, бывшего директора Института истории партии при ЦК КП Латвии.
Выяснилось, что около 160 человек были уничтожены в Злекской волости не только в полностью сгоревших домах, но и в посёлках Вецсати, Совоги, Дзилна, Робежниеки, Рузули и других местах, где были расстреляны десятки людей, задержанных на дороге и привезенных из ближайших окрестностей. Экспедиция 1961 года в Злеки в том числе выяснила, что 8-9 сентября 1944 года жертвы Злекской трагедии были похоронены на кладбищах Чиркалес (десять человек, убитых в Вецсати), Кунараджи, Мурниеки, Рагаву и Базницас (девять человек убиты в Зилуми).

## Память
В 1965 году жертв трагедии перезахоронили в Злеках, на Висельном холме (Каратавкалнс). Созданный здесь мемориальный комплекс напоминает: «В декабре 1944 года немецкие фашисты зверски уничтожили 160 мирных жителей села Злеки. Злекская трагедия навсегда останется в памяти людей».
Свидетелем расстрела был академик АН Латвии Ольгертс Лиелаусис. В поселке был сооружен мемориал — обелиск и установлены 22 камня, символизирующих сожженные хутора.
В советское время в местной школе существовала экспозиция, посвящённая Злекской трагедии, однако после восстановления государственной независимости Латвии память о событиях 1944 года на официальном уровне не поддерживается, средств на поддержание мемориала в порядке нет. Усилиями Балтийского географического общества проводятся памятные мероприятия в декабре, в годовщину массовой казни жителей этих мест.
На официальной странице Вентспилсского самоуправления утверждается, что карательную операцию провели немецкие подразделения СД и СС, а информация о мемориале размещена в разделе «Активный отдых».